# 90377 Седна
90377 Седна (символ: ) е планета джудже и транснептунов обект, открит от Майкъл Браун от Калифорнийския технологичен институт, Чадуик Трухильо от обсерваторията Джемини и Дейвид Рабиновиц от Йейлския университет на 14 ноември 2003 г. Седна е най-далечният наблюдаван обект от Слънчевата система. За размерите ѝ се счита, че са около 2/3 от тези на Плутон.

## Обща информация
Седна е открита по време на наблюдения от телескопа Самуел Осчин в обсерваторията Паломар. Впоследствие обектът е наблюдаван от телескопи в Испания, САЩ и Хавайските острови. Космическият телескоп Спицър не успява да регистрира обекта, въпреки че е насочен право към него и вследствие на това горната граница на предполагаемия диаметър на Седна е фиксирана на 3/4 от този на Плутон.
Обектът носи името на богинята Седна от ескимоската митология, за която се е вярвало, че живее в дълбините на Северния ледовит океан. Преди да бъде наименуван официално, за обекта се използва означението 2003 VB12. От 28 септември 2004 Международният астрономически съюз официално приема името „Седна“.

## Физически харатеристики
Седна има силно ексцентрична орбита, с афелий от 942 АЕ. Когато е в него, Седна е повече от 1000 пъти по-отдалечена от Слънцето в сравнение със Земята и получава по-малко от една милионна част от слънчевата енергия, достигаща горните слоеве на земната атмосфера. Обектът е открит на разстояние 90 АЕ от Слънцето, приближавайки своя перихелий от 76 АЕ, благодарение на което е бил и открит. Седна е обектът в Слънчевата система, наблюдаван от най-голямо разстояние.
На Седна са необходими 11 487 години, за да извърши една пълна орбита около Слънцето. Обектът ще достигне перихелий през 2075 – 2076 г. За диаметъра му се счита, че е между 1180 и 1800 km, а поради голямата му отдалеченост от Слънцето, за температурата на повърхността му се счита, че никога не е по-висока от 33 K.
Наблюдения, направени в Чили, показват, че Седна е един от най-„червените“ обекти в Слънчевата система, почти толкова колкото Марс. За разлика от Плутон и Харон обаче, на повърхността на Седна има много малко метанов и воден лед. Според Чадуик Трухильо червеникавият цвят се дължи на „въглеводородна мътилка“, подобна на тази на 5145 Фолус.
Изследване на Хал Левинсън и Алесандро Морбидели от обсерваторията Код Азур показва, че най-вероятно ексцентричната орбита на Седна е причинена от гравитационното въздействие на близко преминаваща край Слънцето звезда през първите 100 милиона години от съществуването на Слънчевата система, вероятно формирала се в същата част от мъглявината, в която се е формирало и Слънцето. Според друга хипотеза Седна се е формирала около кафяво джудже и е била прихваната от слънчевата гравитация.

## Класификация
Според откривателите на обекта, Седна е първият наблюдаван обект от облака на Оорт. Поради необичайната за обектите от облака близост до Слънцето в афелий обаче и поради близката си инклинация с тази на обектите от пояса на Кайпер, Седна се счита за принадлежащ към вътрешния облак на Оорт, който се простира между пояса на Кайпер и сферичния основен облак. Според някои други учени обаче, поясът на Кайпер би следвало да се разшири, за да обхване обекти с подобни орбити.
След откриването на Седна, в пресата се появяват изявления за „десетата планета“ в Слънчевата система, поради факта, че първоначално огласеният диаметър на обекта е сравним с този на Плутон. Впоследствие обаче той е ревизиран надолу, а откриването на още подобни обекти в пояса на Кайпер довежда научните среди до необходимостта от нова дефиниция за тях. Така след 2006 г. Седна е причислена към групата на планетите джуджета.